# 阿姆斯特丹 (密蘇里州)
阿姆斯特丹（英語：Amsterdam）是位於美國密蘇里州貝茨縣的城市。

## 人口
根據2020年美國人口普查的數據，阿姆斯特丹的面積為1.49平方千米，當中陸地面積為1.48平方千米，而水域面積為0.01平方千米。當地共有人口218人，而人口密度為每平方千米146人。